# Шаріпов Сухроб Ібронович
Сухроб Ибронович Шаріпов (тадж. Сӯҳроб Шарипов; 18 квітня 1963, Душанбе — 19 січня 2015, там же) — політолог Таджикистану, доктор політичних наук; директор Центру стратегічних досліджень (2005—2011), депутат нижньої палати парламенту Таджикистану (2011—2015).

## Біографія
У 1988 році закінчив філософський факультет МГУ ім. М. в. Ломоносова, потім до 1990 р. викладав філософію в Таджицькому державному університеті. У 1993 р. закінчив аспірантуру філософського факультету МДУ їм. М. в. Ломоносова, потім (з 1998) — науковий співробітник того ж факультету.
У 1998—2001 рр. — завідувач відділу Центру стратегічних досліджень при президенті Таджикистану. У 2001—2003 рр. — заступник завідувача інформаційно-аналітичного відділу апарату президента; у 2003—2005 роках — помічник президента.
З 2005 по грудень 2011 року очолював Центр стратегічних досліджень. У 2011 році обраний депутатом Меджлісі намояндагон (нижньої палати парламенту), був членом парламентського комітету з міжнародних справ, громадським об'єднанням та інформації; входив до складу Постійної комісії з соціальної політики Міжпарламентської асамблеї Євразес.
Помер від серцевого нападу.

### Родина
Дружина — Шахло Рахімова, офіцер з проектів Міністерства міжнародного розвитку Великої Британії в Таджикистані.

## Наукова діяльність
Область наукових досліджень — політологія, політичні процеси в Таджикистані та Центральній Азії.
В 1993 р. захистив кандидатську, у 2001 році — докторську дисертацію. Входив до складу експертних рад Шанхайської організації співробітництва, ОДКБ, наукових рад Академії ОБСЄ в Бішкеку.
Автор двох книг і понад 300 наукових статей.

### Вибрані праці
- Шаріпов С. В. Демократизація політичних процесів в сучасному Таджикистані : Автореф. дис. … д-ра політ. наук. — Душанбе, 2001. — 42 с.

## Нагороди та визнання
- ювілейна медаль «20-річчя державної незалежності Республіки Таджикистан».